# 田原尚
田原 尚（たはら ひさし、1917年4月19日 - 2004年2月10日）は、日本の経営者。本州製紙社長、会長を務めた。

## 経歴
東京都出身。1941年に慶應義塾大学法学部法律学科を卒業し、同年に王子製紙に入社。1949年8月に本州製紙に転じ、1968年11月に取締役に就任し、1972年11月に常務、1976年6月に専務、1980年6月に副社長を経て、1982年6月から1988年6月までに社長を務めた。1990年6月から1994年6月までに会長を務めた。
1992年4月に勲二等瑞宝章を受章。
2004年2月10日肺炎のために死去。86歳没。